# Liptauer
Le liptauer est une pâte à tartiner épicée fabriquée à partir de lait de chèvre, de lait de brebis, de quark ou de ricotta. C'est un produit de la cuisine régionale de Slovaquie (où il est connu sous le nom de Šmirkás, forme du mot allemand Schmierkäse, qui désigne le fromage à tartiner), d'Autriche, de Hongrie (Liptói túró ou Körözött), de Serbie (Urnebes salata, « sauce Urnebes »), de Croatie et d'Italie (principalement dans la province de Trieste).

## Étymologie
Son nom provient de l'allemand Liptau, qui fait référence à la région hongroise de Liptó dans le nord de la Slovaquie, un ancien comté de l'empire austro-hongrois.

## Préparation
Le liptauer peut être préparé avec n'importe quel type de fromage à pâte molle. La ricotta, le fromage blanc, le fromage de chèvre à pâte molle ou le pecorino conviennent tous à cette fin, mais environ un tiers des Liptauer « traditionnels » sont faits à partir de bryndza, un fromage au lait de brebis. Le fromage est mélangé à de la crème aigre locale, du beurre, de la margarine ou de la bière et des oignons finement hachés, auxquels sont ajoutés des épices telles que du paprika, du persil frais ou des graines de cumin entières. D'autres recettes utilisent la moutarde, la sauce Worcestershire, les câpres ou la pâte d'anchois.

## Utilisation
On l'utilise dans les sandwichs, sur des toasts, des crackers, des bagels ou comme garniture de plats froids comme les tomates farcies, les poivrons  ou les œufs durs.
Le liptauer prêt à l'emploi est généralement disponible dans de petits sachets en aluminium et a une saveur piquante et épicée.
En Autriche, le liptauer est un snack typique servi dans les heurigers, des tavernes locales. En Slovaquie et en Hongrie, de nombreuses familles ont leur propre recette avec leur propre interprétation. En Serbie, le plat est disponible dans la plupart des restaurants servant une cuisine locale et est épicé avec du paprika, des poivrons rouges rôtis et des jaunes d'œufs.